# Annika Soltau
Annika Patricia Soltau (* 25. März 2005) ist eine deutsche Basketballspielerin.

## Werdegang
Soltau spielte im Nachwuchsbereich der TG Sandhausen, wurde 2019 in die südwestdeutsche Auswahl berufen und bestritt im selben Jahr Länderspiele mit der U15-Auswahl des Deutschen Basketball-Bunds. Die 1,92 Meter große Flügelspielerin kam ab der Saison 2019/20 ebenfalls bei den Regionalliga-Frauen der TG zum Einsatz. Im Spieljahr 2020/21 gab Soltau des Weiteren ihren Einstand beim Zweitligisten TSV Speyer/Schifferstadt. Soltau nahm im Juni 2022 in Mailand mit einigen der begabtesten europäischen Spielerinnen ihres Jahrgangs an Basketball Without Borders teil und wurde in die Auswahl der besten Spielerinnen der von der NBA und der FIBA durchgeführten Sichtungsveranstaltung berufen. Im Sommer 2022 war sie bei der U17-Weltmeisterschaft mit einem Wert von 20,3 Punkten je Begegnung beste Korbschützin aller Teilnehmerinnen.
Anfang Dezember 2022 wurde Soltau ein Zweitspielrecht für Einsätze beim Bundesligisten Rutronik Stars Keltern ausgestellt. Im Frühjahr 2023 gewann sie mit Keltern die deutsche Meisterschaft. Im April 2023 gab Soltau ihren Entschluss bekannt, zur Saison 2024/25 an die University of Washington in die Vereinigten Staaten zu wechseln und zuvor im Spieljahr 2023/24 für den Bundesligisten Eisvögel USC Freiburg aufzulaufen. Sie wurde ins deutsche Aufgebot für die U18-Europameisterschaft 2023 sowie für die U19-Weltmeisterschaft 2023 berufen.
Im Sommer 2024 wurde Soltau vom spanischen Erstligisten Lointek Gernika Bizkaia verpflichtet. Sie bestritt vier Ligaspiele für den Verein und erzielte im Mittel 3 Punkte je Begegnung. Mitte Dezember 2024 wechselte sie in die Schweiz zu Baden Basket. Im April 2025 wurde Soltau von New York Liberty aus der US-amerikanischen Liga Women’s National Basketball Association (WNBA) verpflichtet. Ihr Vertrag bei New York Liberty wurde im Mai 2025 für den Rest der Saison ausgesetzt, New York behielt aber die Rechte an der Deutschen. Im Juli 2025 verlängerte sie ihren Vertrag bei Baden Basket.